# 16265 Lemay
A 16265 Lemay (ideiglenes jelöléssel 2000 JL43) a Naprendszer kisbolygóövében található aszteroida. A LINEAR projekt keretében fedezték fel 2000. május 7-én.